# Lepidiota minuta
Lepidiota minuta är en skalbaggsart som beskrevs av Moser 1913. Lepidiota minuta ingår i släktet Lepidiota och familjen Melolonthidae. Inga underarter finns listade i Catalogue of Life.